# Stazione di Villette
La stazione di Villette della Società Subalpina Imprese Ferroviarie (SSIF) è una fermata ferroviaria della ferrovia Domodossola-Locarno ("Vigezzina"). 
Si trova fuori dall'abitato di Villette, lungo la Strada statale 337 della Val Vigezzo.

## Strutture e impianti
La fermata si caratterizza per il fatto che il fabbricato viaggiatori e l'unico binario si trovano ai due lati opposti della strada statale.
La fermata è dotata di un segnale meccanico (manovra a cura degli utenti) per la richiesta della fermata dei treni.

## Movimento
Al 2024 la fermata non è servita da alcun treno.